# 268

## Decese
- 26 decembrie: Dionisiu, 68 ani, al 25-lea papă al Romei (259-268), (n. 200)
- Aureolus, împărat roman de etnie dacă (n. ?)
- Gallienus (Publius Licinius Egnatius Gallienus), 49 ani, împărat roman (n. 218)
- Regalianus, general roman, de etnie dacă (n. ?)